# پیرنئه
پیرنئه (به لاتین: Pirne) یک منطقهٔ مسکونی در بلغارستان است که در شهرستان آیتوس واقع شده‌است.